# 威爾伯鎮區 (密歇根州)
威爾伯鎮區（英語：Wilber Township）是位於美國密歇根州艾奧斯科縣的一個行政鎮區。

## 地方資料
威爾伯鎮區的面積為188.30平方千米，當中陸地面積為187.80平方千米，而水域面積為0.50平方千米。根據2020年美國人口普查的數據，當地共有人口720人，而人口密度為每平方千米3.82人。